# Формально вещественное поле
Формально вещественное поле — поле, в котором элемент {\displaystyle -1} нельзя представить как конечную сумму квадратов.
Для краткости иногда формально вещественное поле называют просто вещественным полем.
Примеры вещественных полей:
- поле вещественных чисел;
- поле рациональных чисел.[3]

Существует несколько альтернативных эквивалентных определений формально вещественных полей:
- поле, характеристика которого не равна {\displaystyle 2} и в котором есть элемент, не являющийся суммой квадратов.[4]
- поле, в котором сумма квадратов равна нулю тогда и только тогда, когда все слагаемые равны нулю.[2]
- поле, которое можно упорядочить (эквивалентость требует аксиомы выбора, а точнее теорему об ультрафильтре).[5]

## Свойства
Вещественное поле имеет характеристику {\displaystyle 0}. Подполе вещественного поля является вещественным полем.
Любое упорядоченное поле является вещественным. Это утверждение не требует аксиомы выбора. Обратное утверждение, что любое вещественное поле можно упорядочить, эквивалентно теореме об ультрафильтре.
Ненулевые элементы {\displaystyle a} вещественного поля {\displaystyle K} можно поделить на 3 типа:
- {\displaystyle a} представим в виде суммы квадратов, а {\displaystyle -a} нет;
- {\displaystyle a} непредставим в виде суммы квадратов, а {\displaystyle -a} — представим;
- и {\displaystyle a}, и {\displaystyle -a} непредставимы в виде суммы квадратов.

Случай, когда и {\displaystyle a}, и {\displaystyle -a} представимы в виде суммы квадратов невозможен.
Если {\displaystyle a\neq 0} и {\displaystyle a} является суммой квадратов, то {\displaystyle a} положителен в каждом упорядочении поля. Если {\displaystyle a\neq 0} и {\displaystyle -a} является суммой квадратов, то {\displaystyle a} отрицателен в каждом упорядочении поля. Если ни {\displaystyle a}, ни {\displaystyle -a} не являются суммой квадратов, то (при соблюдении аксиомы выбора, а точнее теоремы об ультрафильтре) существует как упорядочение, в котором {\displaystyle a} положителен, так и упорядочение, в котором {\displaystyle a} отрицателен. Если в вещественном поле для каждого элемента {\displaystyle a} хотя бы один из элементов {\displaystyle a} или {\displaystyle -a} является суммой квадратов, то существует одно и только одно упорядочение этого поля (не требует аксиомы выбора).
Чисто трансцендентное расширение вещественного поля вещественно. Расширение вещественного поля корнем неприводимого многочлена нечётной степени вещественно. Расширение вещественного поля квадратным корнем элемента {\displaystyle a}, для которого {\displaystyle -a} не является суммой квадратов, — вещественно. Расширение поля квадратным корнем ненулевого элемента {\displaystyle a}, для которого {\displaystyle -a} является суммой квадратов, не является вещественным. Расширение упорядоченного поля некоторым множеством квадратных корней положительных элементов является вещественным.
В не вещественном поле, характеристика которого не равна {\displaystyle 2}, любой элемент можно представить в виде конечной суммы квадратов. В поле характеристики {\displaystyle 2} могут встречаться элементы непредставимые в виде суммы квадратов, например элемент {\displaystyle t} в расширении поля {\displaystyle \mathbb {Z} _{2}} трансцендентным элементом {\displaystyle t}. Конечные поля (или даже вообще любые поля ненулевой характеристики) и алебраически замкнутые поля (в частности поля комплексных чисел и алгебраических чисел) вещественными не являются.

## Вещественно замкнутое поле
Вещественное поле {\displaystyle K} называется вещественно алгебраически замкнутым, если любое его собственное алгебраическое расширение не является вещественным. Для краткости слово «алгебраически» зачастую опускают и говорят просто вещественно замкнутое поле.
Примеры вещественно замкнутых полей:
- поле вещественных алгебраических чисел;
- поле вещественных чисел.[3]

В вещественно замкнутом поле для любого элемента {\displaystyle a} хотя бы один из элементов {\displaystyle a} или {\displaystyle -a} является суммой квадратов, поэтому у него существует один и только один порядок. Так как такой порядок существует и единственен, любое вещественно замкнутое поле по умолчанию считают упорядоченным. Никакое вещественно замкнутое поле не может быть алгебраически замкнутым.
Следующие утверждения для поля {\displaystyle K} являются эквивалентны тому, что поле {\displaystyle K} — вещественно замкнуто:
- В поле {\displaystyle K} для любого элемента {\displaystyle a} хотя бы один из элементов {\displaystyle a} или {\displaystyle -a} имеет квадратный корень и любой многочлен нечётной степени имеет хотя бы один корень.[11]
- Расширение поля {\displaystyle K} корнем неприводимого многочлена {\displaystyle x^{2}+1} является алгебраически замкнутым.[13]

Для упорядоченного поля первое утверждение можно переписать так:
- В упорядоченном поле {\displaystyle K} каждый положительный элемент имеет квадратный корень и любой многочлен нечётной степени имеет хотя бы один корень.[14]

Это определение также эквивалентно остальным, потому что вещественно замкнутое поле всегда можно единственным способом упорядочить.
Для многочленов над вещественно замкнутым полем выполняется теорема Вейерштраса о корнях: для любого многочлена {\displaystyle f\in K[x]} такого, что {\displaystyle f(a)<0,f(b)>0}, существует {\displaystyle c\in [a;b]} такое, что {\displaystyle f(c)=0}.

### Вещественное замыкание
Есть несколько эквивалентных определений вещественного замыкания поля. Поле {\displaystyle K'} называется вещественным вещественным замыканием поля {\displaystyle K}, если выполнено одно из следующих эквивалентных определений:
- {\displaystyle K'} минимальное по включению вещественно замкнутое расширение поля {\displaystyle K};
- {\displaystyle K'} максимальное по включению алгебраическое вещественное расширение поля {\displaystyle K};
- {\displaystyle K'} вещественно замкнутое алгебраическое расширение поля {\displaystyle K}.[15]

Для каждого вещественного поля существует вещественное замыкание, причём только одно с точностью до изоморфизма расширений (требует аксиому выбора, а точнее теорему об ультрафильтре). Для любого упорядоченного поля его вещественное замыкание можно выбрать так, что его порядок будет продолжать порядок основного поля. Вещественное замыкание не имеет автоморфизмов расширения кроме единичного.
В любом алгебраически замкнутом расширении вещественного поля содержится его вещественное замыкание. Аналогично, в любом вещественно замкнутом расширении вещественного поля содержится его вещественное замыкание. Любое алгебраически замкнутое поле {\displaystyle K} характеристики ноль может быть получено присоединением к некоторому вещественно замкнутому полю корня неприводимого многочлена {\displaystyle x^{2}+1}. Более того, для любого вещественного подполя {\displaystyle K} можно добиться того, чтобы такое вещественно замкнутое поле содержало его в качестве подполя.
Вещественным замыканием вещественного подполя {\displaystyle L\in K} в вещественном поле {\displaystyle K} называется множество всех вещественных над {\displaystyle L} элементов поля {\displaystyle K}. Вещественное замыкание подполя {\displaystyle L} в вещественном поле {\displaystyle K} само является подполем {\displaystyle K}. Вещественное замыкание подполя {\displaystyle L} в вещественно замкнутом поле будет вещественным замыканием поля {\displaystyle L}. Множество вещественных элементов не вещественного поля над вещественным подполем не обязано быть вещественным полем.
Примеры:
- Вещественное замыкание поля {\displaystyle \mathbb {Q} } есть поле вещественных алгебраических чисел. Оно может быть получено как вещественное замыкание поля {\displaystyle \mathbb {Q} } в {\displaystyle \mathbb {R} }.

## Вариации и обобщения
Возможно обобщение вещественности на случай произвольных колец (не обязательно ассоциативных). Кольцо {\displaystyle R} называется формально вещественным, если для любого конечного набора элементов {\displaystyle a_{1},\ldots ,a_{n}\in R} выражение
{\displaystyle \sum _{i=1}^{n}a_{i}^{2}=0}
верно тогда и только тогда, когда
{\displaystyle a_{1}=\ldots =a_{n}=0}.
Можно обобщить ещё дальше. Пусть на кольце {\displaystyle R} задан автоморфизм {\displaystyle \varphi } такой, что {\displaystyle \varphi \circ \varphi =\operatorname {id} }. Кольцо {\displaystyle R} называется формально комплексным, если для любого конечного набора элементов {\displaystyle a_{1},\ldots ,a_{n}\in R} выражение
{\displaystyle \sum _{i=1}^{n}\varphi (a_{i})a_{i}=0}
верно тогда и только тогда, когда
{\displaystyle a_{1}=\ldots =a_{n}=0}.
Формально вещественное кольцо есть частный случай формально комплексного с {\displaystyle \varphi =\operatorname {id} }. Простейший пример формально комплексного кольца, не являющегося формально вещественным, — поле комплексных чисел с операцией комплексного сопряжения в качестве {\displaystyle \varphi }.
Порядок, в котором умножаются {\displaystyle a_{i}} и {\displaystyle \varphi (a_{i})} в определении формально комплексного кольца не важен, поскольку
{\displaystyle 0=\varphi (0)=\varphi \left(\sum _{i=1}^{n}\varphi (a_{i})a_{i}\right)=\sum _{i=1}^{n}\varphi (\varphi (a_{i}))\varphi (a_{i})=\sum _{i=1}^{n}a_{i}\varphi (a_{i})}.